# Lazzaro Opizio Pallavicino
Pour les articles homonymes, voir Pallavicino.
Lazzaro Opizio Pallavicino (né le 30 octobre 1719 à Gênes, en Ligurie, alors capitale de la république de Gênes et mort le 23 février 1785 à Rome) est un cardinal italien du XVIIIe siècle.

## Biographie
Lazzaro Opizio Pallavicino exerce diverses fonctions au sein de la Curie romaine, notamment  au Tribunal suprême de la Signature apostolique.
Il est nommé archevêque titulaire de Naupacte (de) en 1754 et est consacré le 20 janvier de la même année par Federico Marcello Lante Montefeltro della Rovere avec comme co-consécrateurs Antonio Branciforte Colonna et Emmanuel Ballyet (de). Il est envoyé comme nonce apostolique à Naples (en) et puis en Espagne en 1760. 
Le pape Clément XIII le crée cardinal lors du consistoire du 26 septembre 1766. Le cardinal Serra est légat apostolique à Ferrare à partir de 1766.
Il participe au conclave de 1768, lors duquel Clément XIV est élu pape, et à celui de 1774-1775 (élection de Pie VI). 
Il est cardinal secrétaire d'État de 1769 jusqu'à sa mort, camerlingue du Sacré Collège en 1776-1777 et ambassadeur plénipotentiaire pour le Traité avec Venise en 1783.
Le cardinal Pallavicino meurt à Rome le 23 février 1785 à l'âge de 65 ans.

## Succession apostolique
Lazzaro Opizio Pallavicino a ordonné les évêques suivants :
- Évêque Domenico Micillo (1770)
- Évêque Giacinto Maria Barberio, O.F.M.Conv. (1771)
- Évêque Niccolò Marcacci (1771)
- Évêque Giacomo Antonio Riccardini, O.F.M.Conv. (1771)
- Évêque Carlo Nicodemi (1771)
- Évêque Baldassarre Vulcano, O.S.B. (1771)
- Évêque Gioacchino Paglione (1771)
- Évêque Filiberto Pascale (it) (1771)
- Cardinal Giuseppe Garampi (1772)
- Cardinal Francesco Maria Banditi, C.R. (1772)
- Cardinal Francesco Maria Locatelli (1772)
- Évêque Juan Díaz de la Guerra (es) (1772)
- Évêque Salvatore Pisani (1772)
- Archevêque Gennaro Clemente Francone (it) (1772)
- Évêque Francesco Angelo Pastrovich, O.F.M.Conv. (1772)
- Évêque Saverio Palica, O.S.B. (1773)
- Évêque Francesco Paolo Mandarani (1773)
- Évêque Gregorio Alessandri (it) (1773)
- Évêque Antonio de Torres, O.S.B. (1773)
- Archevêque Bernardino Muti (1773)
- Évêque Giuseppe Pasquale Rogani (1774)
- Évêque Nicolò Rossetti (1774)
- Évêque Onofrio Maria Ginnari (it) (1774)
- Évêque Domenico Maria Clavarini, O.P. (1775)
- Évêque Gerolamo Dandolfi (it) (1775)
- Évêque Vincenzo Ferretti (1775)
- Évêque Carlo d'Ambrosio (1775)
- Évêque Giuseppe Antonio Farao (1775)
- Évêque Alessandro Maria Odoardi (1776)
- Évêque Alessandro Garimberti (1776)
- Évêque Domenico Maria Gentile (1776)
- Évêque Pietro Silvio di Gennaro (1776)
- Évêque Giuseppe Maria Terzi (1777)
- Évêque Pietro Stefano Speranza (it) (1777)
- Évêque Benedetto Solari (it), O.P. (1778)
- Évêque Francesco Antonio Fracchia (1778)
- Archevêque Salvatore Spinelli (de), O.S.B. (1779)
- Évêque Francesco del Tufo, C.R. (1779)
- Évêque Saverio Marini (1779)